# Бернартице (Јесењик)
Бернартице (чеш. Bernartice) је насељено мјесто са административним статусом сеоске општине (чеш. obec) у округу Јесењик, у Оломоуцком крају, Чешка Република.

## Становништво
Према подацима о броју становника из 2014. године насеље је имало 908 становника.